# Peul (vrucht)

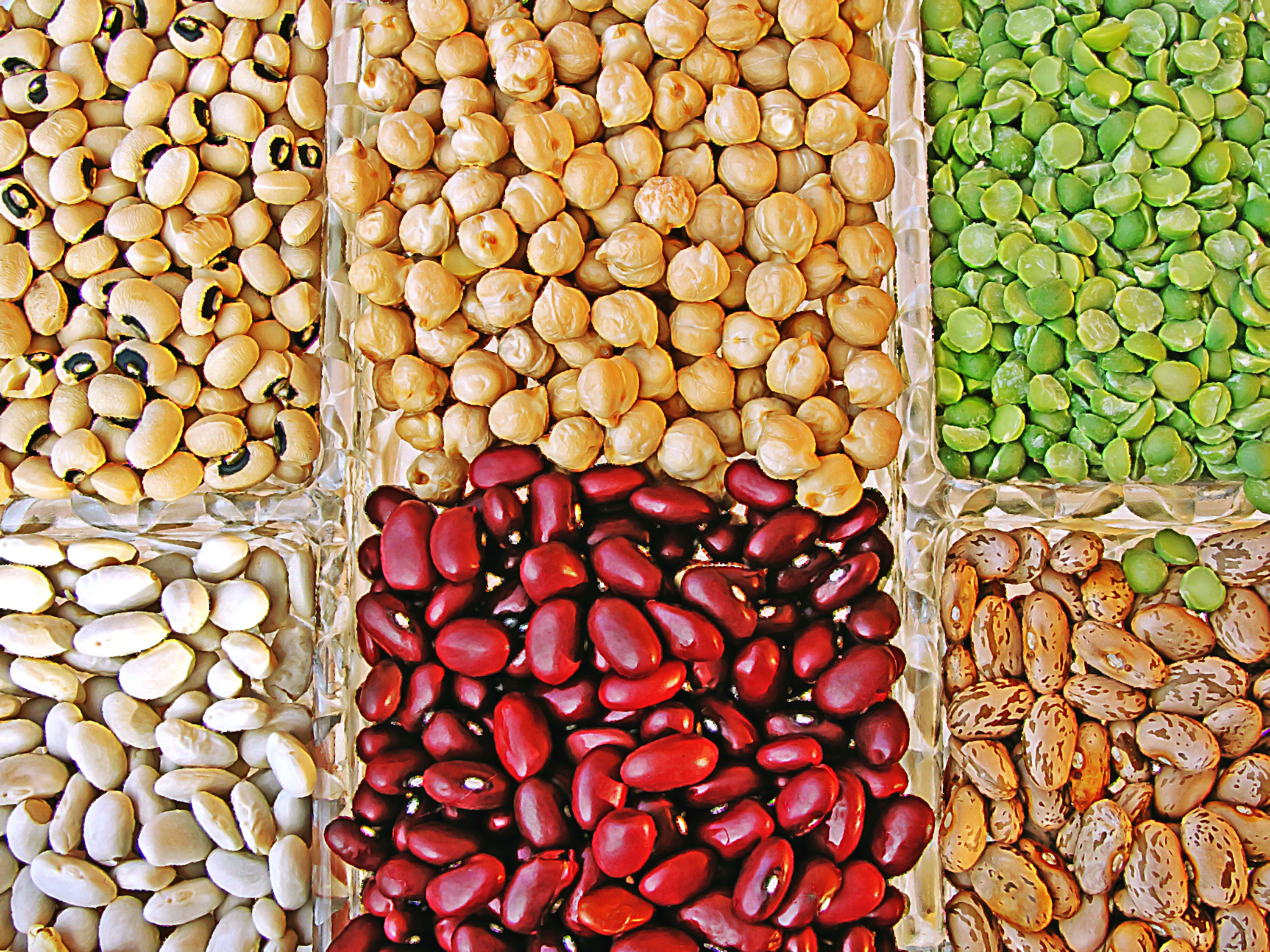
Meerdere soorten zaden van peulvruchten

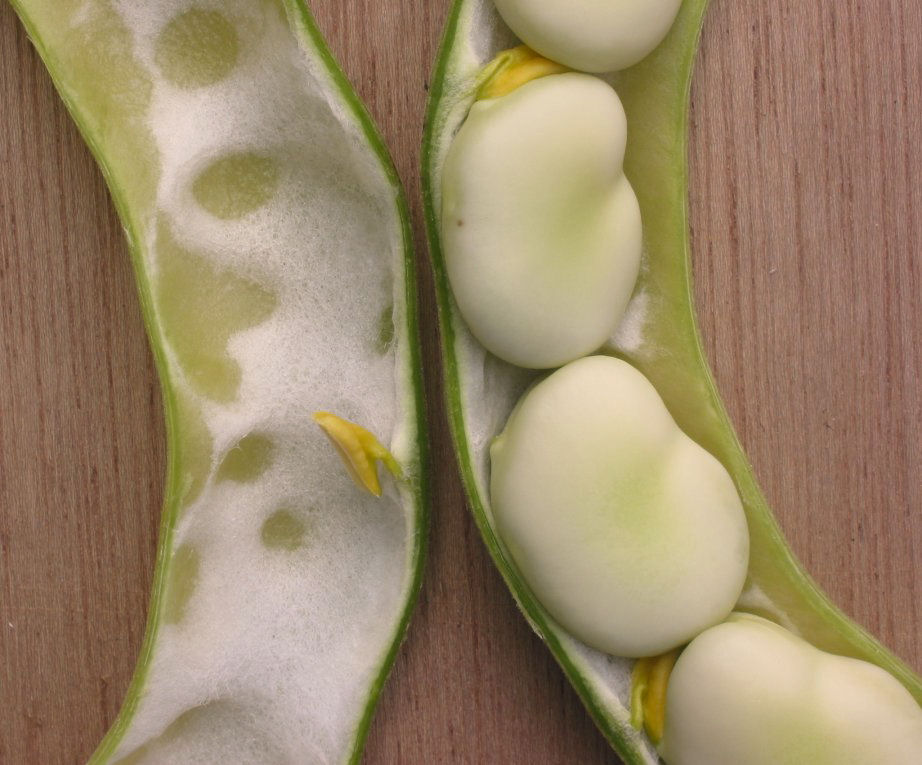
Tuinboon

Een peul is een eiwitrijke vrucht die bestaat uit een vruchtblad en die bij rijpheid opengaat aan beide zijden. Peulen zijn het exclusieve kenmerk van de vlinderbloemenfamilie. Alle leden van deze familie hebben peulen; buiten deze familie komen peulen niet voor. De bekendste peulen zijn meerzadig, maar er bestaan ook eenzadige peulen.
Over het algemeen wordt de term peulvruchten gebruikt voor planten waarvan de peulen (zoals peultjes en sperziebonen) of de zaden uit de peulen gegeten worden, zoals erwt, linze en tuinboon.
De peulvruchten genoten bij de Romeinen een bijzondere status. Zo vernoemde de Romeinse familie Cicero zich naar de kikkererwt (cicer), terwijl de vooraanstaande families Fabius en Lentulus hun naam ontleenden aan de tuinboon (faba) en de linze (lens).

## Eetbare peulvruchten
Een beknopte lijst van eetbare peulvruchten.
- erwt, kapucijner, peultjes en suikererwt (variëteiten van Pisum sativum)
- kikkererwt of keker (Cicer arietinum)
- kousenband (Vigna unguiculata ssp. sesquipedalis)
- linze of lins (Lens culinaris)
- pinda (Arachis hypogaea)
- Phaseolus-soorten:
  - pronkboon (Phaseolus coccineus)
  - gewone boon (Phaseolus vulgaris) met o.a. bruine boon, sperzieboon, snijboon en zwarte boon
  - limaboon (Phaseolus lunatus)
- sojaboon (Glycine max)
- tamarinde (Tamarindus indica)
- tuinboon (Vicia faba)
- vleugelboon (Psophocarpus tetragonolobus)